# 溫德武 (科羅拉多州)
溫德武（英語：Wondervu）是位於美國科羅拉多州圓石縣的一個人口普查指定地區。

## 地理
溫德武的座標為39°56′30″N 105°23′56″W / 39.94167°N 105.39889°W，而該地最高點為海拔高度2631米（即8632英尺）。

## 人口
根據2010年美國人口普查的數據，溫德武的面積為5.00平方千米，當中陸地面積為5.00平方千米，而水域面積為5.00平方千米。當地共有人口500人，而人口密度為每平方千米100人。